# 2017–2018-as holland labdarúgókupa
A holland kupa ezen szezonja, a labdarúgókupa 100. szezonja volt. Ezt a sorozatot is a Holland labdarúgó-szövetség rendezte meg.
Összesen 8 fordulóból állt ez a kupasorozat. De ebből a 8 fordulóból az első kettő selejtezőkör, ahol csupán az amatőr csapatok vettek részt. Az első fordulóban pedig már az első és második liga csapatai is csatlakoztak. Az első selejtezőkört augusztus 19-én rendezték meg, a döntőt pedig április 22-én játszották le a szokásoknak megfelelően most is a rotterdami De Kuip stadionban.
Ezen kupasorozat döntőjébe a vártnak megfelelően két Eredivisie-csapat került be, a Feyenoord és a tavaly szintén döntős AZ Alkmaar . A döntőt végül simán a Feyenoord csapata nyerte meg és ezzel megszerezték történetük során a 13. kupagyőzelmüket. Mivel az örökranglistát vezető AFC Ajax csapatának 18 győzelme van, ezért a második helyezett Feyenoord még mindig nagy hátrányban van. A gólkirályi címet viszont az AZ Alkmaar holland támadója, Wout Weghorst szerezte meg 9 góllal.
Mivel a holland bajnokság a 2016-17-es szezon végére az UEFA-ranglistán már nem volt benne az első 10-ben ezért az idei kupagyőztes a 2018-19-es Európa Ligában már nem a csoportkörben kezd hanem a 3. selejtezőkörben.

## Fordulók dátumai
| Fordulók             | Dátumok                                   |
| -------------------- | ----------------------------------------- |
| Első selejtezőkör    | 2017. augusztus 19.                       |
| Második selejtezőkör | 2017. augusztus 19., 20., 22., 23. és 26. |
| Első forduló         | 2017. szeptember 19., 20. és 21.          |
| Második forduló      | 2017. október 24., 25. és 26.             |
| Nyolcaddöntő         | 2017. december 19., 20. és 21.            |
| Negyeddöntő          | 2018. január 30., 31. és február 1.       |
| Elődöntő             | 2018. február 28.                         |
| Döntő                | 2018. április 22.                         |

## Részt vevő csapatok
| Bajnokságok        | Klubcsapatok        | Klubcsapatok     | Klubcsapatok     | Klubcsapatok        |
| ------------------ | ------------------- | ---------------- | ---------------- | ------------------- |
| Eredivisie (1)     | ADO Den Haag        | FC Groningen     | PSV Eindhoven    | FC Utrecht          |
| Eredivisie (1)     | AFC Ajax            | SC Heerenveen    | Roda Kerkrade    | Vitesse             |
| Eredivisie (1)     | AZ Alkmaar          | Heracles Almelo  | Sparta Rotterdam | VVV-Venlo           |
| Eredivisie (1)     | Excelsior           | NAC Breda        | FC Twente        | Willem Tilburg      |
| Eredivisie (1)     | Feyenoord           | PEC Zwolle       |                  |                     |
| Eerste divisie (2) | Almere City FC      | FC Eindhoven     | De Graafschap    | FC Oss              |
| Eerste divisie (2) | SC Cambuur          | FC Emmen         | Helmond Sport    | RKC Waalwijk        |
| Eerste divisie (2) | FC Den Bosch        | Fortuna Sittard  | MVV Maastricht   | Telstar             |
| Eerste divisie (2) | FC Dordrecht        | Go Ahead Eagles  | NEC Nijmegen     | FC Volendam         |
| Tweede divisie (3) | Achilles '29        | GVVV             | Koninklijke HFC  | TEC VV              |
| Tweede divisie (3) | AFC                 | HHC Hardenberg   | FC Lienden       | De Treffers         |
| Tweede divisie (3) | BVV Barendrecht     | VV Katwijk       | FC Lisse         | VV IJsselmeervogels |
| Tweede divisie (3) | ASV De Dijk         | Kozakken Boys    | Rijnsburgse Boys | VVSB                |
| Tweede divisie (3) | Excelsior Maassluis |                  |                  |                     |
| Derde divisie (4)  | ACV                 | DOVO             | JVC Cuijk        | OJC Rosmalen        |
| Derde divisie (4)  | ADO '20             | DVS '33 Ermelo   | OFC              | RKVV Westlandia     |
| Derde divisie (4)  | ASWH                | Quick Boys       | SVV Scheveningen | VV Spijkenisse      |
| Derde divisie (4)  | Harkemase Boys      | HSC'21           | VVOG             | SV Spakenburg       |
| Derde divisie (4)  | Blauw Geel '38      | VV Capelle       | ONS Sneek        | USV Hercules        |
| Derde divisie (4)  | VV Dongen           | HBS              | EVV              | Be Quick 1887       |
| Derde divisie (4)  | VV De Meern         | Magreb '90       | VV UNA           | Quick (Den Haag)    |
| Derde divisie (4)  | Quick '20           | Odin '59         |                  |                     |
| Hoofdklasse (5)    | AVV Swift           | Groene Ster      | RKSV Nuenen      | VV Gemert           |
| Hoofdklasse (5)    | DHC Delft           | HSV Hoek         | Sparta Nijkerk   | VV Zwaluwen         |
| Hoofdklasse (5)    | SV DFS              | SDC Putten       | Ajax (amatőr)    | VC Vlissingen       |
| Hoofdklasse (5)    | VV Noordwijk        | Ter Leede        | CSV Apeldoorn    | VV Staphorst        |
| Hoofdklasse (5)    | SC Genemuiden       |                  |                  |                     |
| Eerste Klasse (6)  | VV Buitenpost       | VPV Purmersteijn | Olde Veste '54   | ZSV                 |
| Eerste Klasse (6)  | VV Chevremont       |                  |                  |                     |
| Tweede Klasse (7)  | BVV                 |                  |                  |                     |
| Derde Klasse (8)   | VV Altius           |                  |                  |                     |

| Szín | Eredmény             |
| ---- | -------------------- |
|      | Győztes              |
|      | Ezüstérmes           |
|      | Elődöntő             |
|      | Negyeddöntő          |
|      | Nyolcaddöntő         |
|      | Második forduló      |
|      | Első forduló         |
|      | Második selejtezőkör |
|      | Első selejtezőkör    |

## Selejtezők

### Első selejtezőkör
Ebben a selejtezőkörben csupán 28 amatőr csapat vett részt, tehát nem az összes. A két profi bajnokság csapatain kívül nem vettek részt a 3. osztály csapatai és a 4. osztályból sem vett részt az összes csapat. Nagy meglepetés nem történt ebben a körben.
A selejtezőkör mérkőzéseit augusztus 19-én játszották le.
| 1. csapat          | Eredmény                | 2. csapat            |
| ------------------ | ----------------------- | -------------------- |
| Augusztus 19.      |                         |                      |
| VVOG (4)           | 2 – 0                   | VV Gemert (5)        |
| Ter Leede (5)      | 2 – 0                   | DHC Delft (5)        |
| VV Buitenpost (6)  | 4 – 3                   | ZSV (6)              |
| vv Capelle (4)     | 6 – 0                   | RKSV Nuenen (5)      |
| ACV (4)            | 0 – 3                   | USV Hercules (4)     |
| VV Dongen (4)      | 5 – 2                   | DOVO (4)             |
| Ajax (amatőr) (5)  | 3 – 1                   | OJC Rosmalen (4)     |
| Sparta Nijkerk (5) | 3 – 0                   | VPV Purmersteijn (6) |
| ADO '20 (4)        | 1 – 1 (h.u.) (10−11 b.) | SV Spakenburg (4)    |
| VV Chevremont (6)  | 1 – 3                   | AVV Swift (5)        |
| Groene Ster (5)    | 1 – 2                   | SVV Scheveningen (4) |
| BVV (7)            | 1 – 5                   | VV Staphorst (5)     |
| JVC Cuijk (4)      | 0 – 1 (h.u.)            | SDC Putten (5)       |
| EVV (4)            | 4 – 1                   | Olde Veste '54 (6)   |

### Második selejtezőkör
Ebben a selejtezőkörben már 54 amatőr csapat vett részt, de még így sem az összes. A két profi bajnokság csapatai most sem vettek részt, a 3. osztályból pedig a legtöbb csapat már csatlakozott és a 8. osztálybeli VV Altius is most csatlakozott a kupához de azonnal ki is esett. Kisebb meglepetés történt ebben a körben, az ötödik ligás VV Noordwijk legyőzte a harmadik ligás IJsselmeervogels csapatát.
Ezen selejtezőkör mérkőzéseit összesen 5 nap alatt játszották le. Pontosabban augusztus 19-én, 20-án, 22-én, 23-án és 26-án.
| 1. csapat               | Eredmény              | 2. csapat            |
| ----------------------- | --------------------- | -------------------- |
| Augusztus 19.           |                       |                      |
| DVS '33 Ermelo (4)      | 1 – 2                 | Quick Boys (4)       |
| ASWH (4)                | 1 – 3                 | HSV Hoek (5)         |
| Achilles '29 (3)        | 3 – 2                 | OFC (4)              |
| SV TEC (3)              | 1 – 3 (h.u.)          | Rijnsburgse Boys (3) |
| Augusztus 20.           |                       |                      |
| Koninklijke HFC (3)     | 4 – 0                 | RKVV Westlandia (4)  |
| AFC (3)                 | 0 – 2                 | ASV De Dijk (3)      |
| Augusztus 22.           |                       |                      |
| SVV Scheveningen (4)    | 0 – 0 (h.u.) (5−3 b.) | VV Spijkenisse (4)   |
| HSC'21 (4)              | 0 – 1                 | VV Zwaluwen (5)      |
| BVV Barendrecht (3)     | 1 – 0                 | VVOG (4)             |
| Harkemase Boys (4)      | 0 – 0 (h.u.) (2−3 b.) | Sparta Nijkerk (5)   |
| Blauw Geel '38 (4)      | 3 – 2                 | SV Spakenburg (4)    |
| Augusztus 23.           |                       |                      |
| SV DFS (5)              | 1 – 2                 | ONS Boso Sneek (4)   |
| AVV Swift (5)           | 3 – 0                 | HBS-Craeyenhout (4)  |
| USV Hercules (4)        | 4 – 2 (h.u.)          | VV Dongen (4)        |
| VV Capelle (4)          | 6 – 1                 | VV Altius (8)        |
| VVSB (3)                | 4 – 3 (h.u.)          | EVV (4)              |
| FC Lienden (3)          | 0 – 1                 | HHC Hardenberg (3)   |
| VV UNA (4)              | 1 – 2 (h.u.)          | VV Staphorst (5)     |
| H.V. & C.V. Quick (4)   | 2 – 3                 | Ter Leede (5)        |
| Quick '20 (4)           | 0 – 1                 | CSV Apeldoorn (5)    |
| Excelsior Maassluis (3) | 1 – 1 (h.u.) (6−7 b.) | FC Lisse (3)         |
| Ajax (amatőr) (5)       | 2 – 1 (h.u.)          | Be Quick 1887 (4)    |
| VV De Meern (4)         | 1 – 1 (h.u.) (4−3 b.) | VC Vlissingen (5)    |
| GVVV (3)                | 7 – 0                 | Magreb '90 (4)       |
| VV Noordwijk (5)        | 3 – 2                 | IJsselmeervogels (3) |
| ODIN '59 (4)            | 1 – 3                 | SDC Putten (5)       |
| Augusztus 26.           |                       |                      |
| VV Buitenpost (6)       | 0 – 2                 | SC Genemuiden (5)    |

## Első forduló
Az első fordulóban már mindenki részt vett. A selejtezőkből feljutott amatőr csapatok és a két profi bajnokság - Eredivisie és Eerste Divisie - csapatai itt bekapcsolódtak a kupába. Természetesen a másodosztályban szereplő 4 Jong-csapat nem vett részt most sem a kupában.
Ebben a fordulóban volt néhány nagy meglepetés. A lehető legnagyobb az volt, hogy az ötödik ligás amatőr amszterdami csapat, az AVV Swift büntetőkkel kiejtette a címvédő Vitesse Arnhem csapatát. Ezen kívül a harmadik ligás Achilles'29 csapata is kiejtett egy első osztályú csapatot, a NAC Breda-t.
A szeptember 20-án lejátszott FC Lisee - HSV Hoek mérkőzés végeredményét törölték. Az első mérkőzésen az FC Lisse nyert büntetőkkel 5-4 arányban. Viszont kiderült, hogy a játékvezető rosszul vezényelte a büntetőpárbajt, a teniszben ismert "rövidítés" szerint. Ezért a HSV Hoek csapata fellebbezett és igazat is kaptak. Ezért október 11-én újra játszották a büntetőpárbajt és ezen már a HSV Hoek csapata nyert 5-6 arányban és ők is jutottak tovább.
Ezen forduló mérkőzéseit szeptember 20-án, 21-én és 22-én rendezték meg.
| 1. csapat            | Eredmény              | 2. csapat            |
| -------------------- | --------------------- | -------------------- |
| Szeptember 19.       |                       |                      |
| VV Zwaluwen (5)      | 2 – 3                 | FC Den Bosch (2)     |
| RKC Waalwijk (2)     | 1 – 0                 | Sparta Rotterdam (1) |
| VV Noordwijk (5)     | 0 – 1                 | Fortuna Sittard (2)  |
| BVV Barendrecht (3)  | 1 – 3                 | Go Ahead Eagles (2)  |
| Sparta Nijkerk (5)   | 0 – 1                 | FC Eindhoven (2)     |
| FC Oss (2)           | 0 – 2                 | Almere City FC (2)   |
| Rijnsburgse Boys (3) | 0 – 2                 | Heracles Almelo (1)  |
| Helmond Sport (2)    | 1 – 5                 | SC Cambuur (2)       |
| GVVV (3)             | 1 – 0                 | FC Dordrecht (2)     |
| FC Emmen (2)         | 1 – 3                 | NEC Nijmegen (2)     |
| Kozakken Boys (3)    | 1 – 1 (h.u.) (4−3 b.) | De Graafschap (2)    |
| Quick Boys (4)       | 1 – 3                 | FC Volendam (2)      |
| SC Genemuiden (5)    | 1 – 3                 | De Treffers (3)      |
| MVV Maastricht (2)   | 2 – 3                 | AZ Alkmaar (1)       |
| Szeptember 20.       |                       |                      |
| VV Capelle (4)       | 0 – 5                 | Roda Kerkrade (1)    |
| AVV Swift (5)        | 0 – 0 (h.u.) (5−3 b.) | Vitesse Arnhem (1)   |
| SVV Scheveningen (4) | 1 – 5                 | AFC Ajax (1)         |
| ASV De Dijk (3)      | 2 – 1                 | HHC Hardenberg (3)   |
| VV Katwijk (3)       | 4 – 0                 | Ter Leede (5)        |
| VVSB (3)             | 4 – 1                 | Telstar (2)          |
| Excelsior (1)        | 1 – 2                 | SC Heerenveen (1)    |
| VV Staphorst (5)     | 2 – 3                 | Koninklijke HFC (3)  |
| ONS Sneek (4)        | 1 – 3                 | Twente Enschede (1)  |
| Ajax (amatőr) (5)    | 0 – 6                 | FC Utrecht (1)       |
| CSV Apeldoorn (5)    | 2 – 4                 | Willem Tilburg (1)   |
| FC Lisse (3)         | törölt végeredmény    | HSV Hoek (5)         |
| Achilles '29 (3)     | 4 – 3                 | NAC Breda (1)        |
| Feyenoord (1)        | 2 – 0                 | ADO Den Haag (1)     |
| Szeptember 21.       |                       |                      |
| USV Hercules (4)     | 2 – 4                 | FC Groningen (1)     |
| VV De Meern (4)      | 0 – 5                 | PEC Zwolle (1)       |
| Blauw Geel'38 (4)    | 0 – 3                 | VVV-Venlo (1)        |
| SDC Putten (5)       | 0 – 4                 | PSV Eindhoven (1)    |
| Október 11.          |                       |                      |
| FC Lisse (3)         | 2 - 2 (h.u.) (5−6 b.) | HSV Hoek (5)         |

## Második forduló
A második fordulóban már csak az előző forduló továbbjutói küzdenek. Ahogy várható volt, az első, második és harmadik liga csapataiból áll a mezőny. Viszont ezen csapatok mellett még bejutott az ötödik liga két meglepetéscsapata is, a HSV Hoek és az AVV Swift. Sem nagy rangadó, sem nagy meglepetés nem volt ebben a fordulóban.
Ezen forduló mérkőzéseit október 24-én, 25-én és 26-án rendezik meg.
| 1. csapat           | Eredmény     | 2. csapat           |
| ------------------- | ------------ | ------------------- |
| Október 24.         |              |                     |
| NEC Nijmegen (2)    | 3 – 0        | Achille'29 (3)      |
| GVVV (3)            | 1 – 0        | Koninklijke HFC (3) |
| VV Katwijk (3)      | 1 – 2        | VVSB (3)            |
| RKC Waalwijk (2)    | 7 – 0        | De Treffers (3)     |
| PEC Zwolle (1)      | 3 – 2 (h.u.) | Kozakken Boys (3)   |
| FC Den Bosch (2)    | 0 – 2        | SC Cambuur (2)      |
| Fortuna Sittard (2) | 3 – 0        | Go Ahead Eagles (2) |
| Twente Enschede (1) | 3 – 0        | FC Eindhoven (2)    |
| Október 25.         |              |                     |
| ASV De Dijk (3)     | 1 – 4        | AFC Ajax (1)        |
| Heracles Almelo (1) | 3 – 1        | HSV Hoek (5)        |
| Willem Tilburg (1)  | 2 – 1        | SC Heerenveen (1)   |
| Roda Kerkrade (1)   | 3 – 1        | FC Groningen (1)    |
| VVV-Venlo (1)       | 3 – 1        | FC Utrecht (1)      |
| Feyenoord (1)       | 4 – 1        | AVV Swift (5)       |
| Október 26.         |              |                     |
| FC Volendam (2)     | 0 – 2 (h.u.) | PSV Eindhoven (1)   |
| Almere City FC (2)  | 0 – 4        | AZ Alkmaar (1)      |

## Nyolcaddöntő
Ahogy várható volt, az első, második és harmadik liga csapataiból állt a mezőny. Nagy meglepetésre a gyenge formában levő Twente Enschede büntetőkkel kiejtette a továbbjutásra sokkal nagyobb esélyes AFC Ajax csapatát.
Ezen forduló mérkőzéseit december 19-én, 20-án és 21-én rendezték meg.
| 1. csapat           | Eredmény              | 2. csapat           |
| ------------------- | --------------------- | ------------------- |
| December 19.        |                       |                     |
| PEC Zwolle (1)      | 2 – 0                 | NEC Nijmegen (2)    |
| SC Cambuur (2)      | 3 – 0                 | GVVV (3)            |
| Willem Tilburg (1)  | 3 – 0                 | RKC Waalwijk (2)    |
| December 20.        |                       |                     |
| PSV Eindhoven (1)   | 4 – 1                 | VVV-Venlo (1)       |
| Fortuna Sittard (2) | 2 – 4                 | AZ Alkmaar (1)      |
| Twente Enschede (1) | 1 - 1 (h.u.) (6−5 b.) | AFC Ajax (1)        |
| December 21.        |                       |                     |
| VVSB (3)            | 0 – 1                 | Roda Kerkrade (1)   |
| Feyenoord (1)       | 3 – 1                 | Heracles Almelo (1) |

## Negyeddöntő
Ebben a fordulóban az összes hazai pályán játszó csapat továbbjutott. Így kiesett az SC Cambuur is, az egyetlen nem első osztályú csapat aki még versenyben volt. A forduló legnagyobb rangadóját a Feyenoord nyerte és ezzel kiesett az esélyesebb PSV Eindhoven.
A forduló mérkőzéseit január 30-án, 31-én és február 01-én rendezték meg.
| 2018. január 30. 20:45 |

| Twente Enschede (1)                               | 3 – 1               | SC Cambuur (2)     |
| ------------------------------------------------- | ------------------- | ------------------ |
| Oussama Assaidi 60' (11-esből) Adam Maher 68' 76' | (0 - 1) Jegyzőkönyv | Mathias Schils 33' |

| De Grolsch Veste, Enschede Nézőszám: 22.600 Játékvezető: Ed Janssen |

| 2018. január 31. 18:30 |

| AZ Alkmaar (1)                                        | 4 – 1               | PEC Zwolle (1)                                           |
| ----------------------------------------------------- | ------------------- | -------------------------------------------------------- |
| Wout Weghorst 21' 71' Guus Til 39' Úszama Idríszi 60' | (2 - 1) Jegyzőkönyv | Wouter Marinus 32' Youness Mokhtar 23' Diederik Boer 54′ |

| AFAS Stadion, Alkmaar Nézőszám: 13.247 Játékvezető: Bas Nijhuis |

| 2018. január 31. 20:45 |

| Feyenoord (1)                                                                           | 2 – 0               | PSV Eindhoven (1)                                       |
| --------------------------------------------------------------------------------------- | ------------------- | ------------------------------------------------------- |
| Sam Larsson 3' Tonny Vilhena 35' Jens Toornstra 7' Tyrell Malacia 29' Sven van Beek 70' | (2 - 0) Jegyzőkönyv | Luuk de Jong 4' Jorrit Hendrix 76' Marco van Ginkel 89' |

| De Kuip, Rotterdam Nézőszám: 47.500 Játékvezető: Pol van Boekel |

| 2018. február 1. 20:45 |

| Willem Tilburg (1)                                                                    | 2 – 2 (h.u.) (büntetőkkel 5 - 4) | Roda Kerkrade (1)                                                                                          |
| ------------------------------------------------------------------------------------- | -------------------------------- | --- |
| Bartholomew Ogbeche 39' Kostas Tsimikas 62' 79' Fernando Lewis 36' Freek Heerkens 77' | (1 - 1) Jegyzőkönyv              | Simon Gustafson 37' (11-esből) Donis Avdijaj 48' Mohamed el Makrini 65' Daryl Werker 98' Adil Auassar 103' |

| Koning Willem II Stadion, Tilburg Nézőszám: 10.300 Játékvezető: Dennis Higler |

## Elődöntő
Mivel az előző fordulóban kiesett az SC Cambuur, a még versenyben levő másodosztályú csapat, így 3 szezon óta először ismét csak Eredivisie-beli csapatok alkotják az elődöntő résztvevőit. Nem történt meglepetés mivel mindkét mérkőzésen az esélyesebb hazai csapatok simán továbbjutottak.
| 2018. február 28. 18ː30 |

| AZ Alkmaar (1)                                        | 4 – 0               | Twente Enschede (1) |
| ----------------------------------------------------- | ------------------- | ------------------- |
| Guus Til 24' Wout Weghorst 64' Úszama Idríszi 68' 73' | (1 - 0) Jegyzőkönyv | Oussama Assaidi 30' |

| AFAS Stadion, Alkmaar Nézőszám: 13.388 Játékvezető: Danny Makkelie |

| 2018. február 28. 20ː45 |

| Feyenoord (1)                                              | 3 – 0               | Willem Tilburg (1) |
| ---------------------------------------------------------- | ------------------- | ------------------ |
| Steven Berghuis 20' Robin van Persie 60' Tonny Vilhena 84' | (1 - 0) Jegyzőkönyv |                    |

| De Kuip, Rotterdam Nézőszám: 44.000 Játékvezető: Kevin Blom |

## Döntő
| 2018. április 22. 18:00 |

| Feyenoord (1) | 3 – 0               | AZ Alkmaar (1)                                                                     |
| --- | ------------------- | ---------------------------------------------------------------------------------- |
| Nicolai Jørgensen 28' Robin van Persie 57' Jens Toornstra 90+3' Karim El Ahmadi 49' Kevin Diks 69' Jean-Paul Boëtius 77' | (1 - 0) Jegyzőkönyv | Fredrik Midtsjø 37' Alireza Jahanbakhsh 43' Wout Weghorst 43' Teun Koopmeiners 46' |

| De Kuip, Rotterdam Nézőszám: 46.084 Játékvezető: Björn Kuipers |

| Feyenoord | AZ |

| Feyenoord:               |    |                          |       |
|                          |    |                          |       |
| GK                       | 25 | Brad Jones               |       |
| RB                       | 17 | Kevin Diks               |       |
| CB                       | 3  | Sven van Beek            |       |
| CB                       | 6  | Jan-Arie van der Heijden |       |
| LB                       | 5  | / Ridgeciano Haps        |       |
| CM                       | 8  | / Karim El Ahmadi        |       |
| CM                       | 32 | Robin van Persie         | 67'   |
| CM                       | 10 | Tonny Vilhena            |       |
| RW                       | 19 | Steven Berghuis          | 90+2' |
| ST                       | 9  | Nicolai Jørgensen        |       |
| LW                       | 28 | Jens Toornstra           |       |
| Cserék:                  |    |                          |       |
| LW                       | 7  | Jean-Paul Boëtius        | 67'   |
| CB                       | 33 | / Eric Botteghin         | 90+2' |
| Edző:                    |    |                          |       |
| Giovanni van Bronckhorst |    |                          |       |

| AZ Alkmaar:       |    |                      |     |
|                   |    |                      |     |
| GK                | 1  | Marco Bizot          |     |
| RB                | 2  | Jonas Svensson       |     |
| CB                | 23 | Ricardo van Rhijn    | 58' |
| CB                | 4  | Ron Vlaar            |     |
| CB                | 30 | Stijn Wuytens        | 78' |
| LB                | 5  | Thomas Ouwejan       |     |
| CM                | 6  | Fredrik Midtsjø      | 66' |
| CM                | 15 | Guus Til             |     |
| CM                | 14 | Teun Koopmeiners     |     |
| ST                | 7  | Alireza Jahanbakhsh  |     |
| ST                | 9  | Wout Weghorst        |     |
| Cserék:           |    |                      |     |
| CM                | 20 | Mats Seuntjens       | 58' |
| AV                | 22 | / Úszama Idríszi     | 66' |
| CM                | 18 | / Iliass Bel Hassani | 78' |
| Edző:             |    |                      |     |
| John van den Brom |    |                      |     |

| HOLLAND-KUPA 2017/18       |
| -------------------------- |
| Feyenoord 13. kupagyőzelem |

## Fordulónként részt vevő csapatok
Ezen táblázat azt mutatja, hogy az idei kupasorozat fordulóiban melyik bajnokságból mennyi csapat szerepelt.
| Bajnokság          | Első selejtező   | Második selejtező | Első forduló | Második forduló | Nyolcaddöntő | Negyeddöntő | Elődöntő   | Döntő      | Győztes   |
| ------------------ | ---------------- | ----------------- | ------------ | --------------- | ------------ | ----------- | ---------- | ---------- | --------- |
| Eredivisie (1)     | nem vettek részt | nem vettek részt  | 18 (28,1%)   | 13 (40,6%)      | 10 (62,5%)   | 07 (87,5%)  | 04 (100%)  | 02 (100%)  | 01 (100%) |
| Eerste divisie (2) | nem vettek részt | nem vettek részt  | 16 (25%)     | 09 (28,4%)      | 04 (25%)     | 01 (12,5%)  | 01 (12,5%) | 01 (12,5%) |           |
| Tweede divisie (3) | nem vettek részt | 15 (27,8%)        | 12 (18,7%)   | 08 (25%)        | 02 (12,5%)   | 02 (12,5%)  | 02 (12,5%) | 02 (12,5%) |           |
| Derde divisie (4)  | 12 (42,85%)      | 24 (44,5%)        | 07 (11%)     | 07 (11%)        | 07 (11%)     | 07 (11%)    | 07 (11%)   | 07 (11%)   |           |
| Hoofdklasse (5)    | 10 (35,8%)       | 13 (24%)          | 11 (17,2%)   | 02 (6%)         | 02 (6%)      | 02 (6%)     | 02 (6%)    | 02 (6%)    |           |
| Eerste Klasse (6)  | 05 (17,85%)      | 01 (1,85%)        | 01 (1,85%)   | 01 (1,85%)      | 01 (1,85%)   | 01 (1,85%)  | 01 (1,85%) | 01 (1,85%) |           |
| Tweede Klasse (7)  | 01 (3,5%)        | 01 (3,5%)         | 01 (3,5%)    | 01 (3,5%)       | 01 (3,5%)    | 01 (3,5%)   | 01 (3,5%)  | 01 (3,5%)  |           |
| Derde Klasse (8)   | nem vettek részt | 01 (1,85%)        | 01 (1,85%)   | 01 (1,85%)      | 01 (1,85%)   | 01 (1,85%)  | 01 (1,85%) | 01 (1,85%) |           |
| CSAPATOK SZÁMA     | 28               | 54                | 64           | 32              | 16           | 8           | 4          | 2          | 1         |

## Góllövőlista
Íme az idei kupasorozat végleges góllövőlistája. Az összes gól be van írva ami a tornán esik (selejtező és főtbála). Az idei kupa gólkirálya az ezüstérmes AZ Alkmaar holland középcsatára, Wout Weghorst  lett. A csapata mind a 6 mérkőzésén kezdőként lépett pályára és összesen 9 gólt szerzett. Csupán a legfontosabb mérkőzésen, a döntőben nem szerzett gólt
Azon játékosoknál akik idén több csapatban lőttek gólt a kupában a régebbi csapat van dőlt betűvel írva.
| POS.         | JÁTÉKOSOK             | CSAPAT                    | GÓLOK |
| ------------ | --------------------- | ------------------------- | ----- |
| 1.           | Wout Weghorst         | AZ Alkmaar                | 9     |
| 2.           | Jeremy de Graaf       | GVVV                      | 4     |
| 2.           | Steven Berghuis       | Feyenoord                 | 4     |
| 2.           | Úszama Idríszi        | AZ Alkmaar / FC Groningen | 4     |
| 2.           | Olaf van der Sande    | VV Capelle                | 4     |
| 2.           | Fran Sol              | Willem Tilburg            | 4     |
| 2.           | Sam Larsson           | Feyenoord                 | 4     |
| 2.           | Adam Maher            | FC Twente / PSV Eindhoven | 4     |
| 9.           | Kasper Dolberg        | AFC Ajax                  | 3     |
| 9.           | Omar Kavak            | SC Genemuiden             | 3     |
| 9.           | Marvin van de Made    | VV Capelle                | 3     |
| 9.           | Oskar van Logtestijn  | USV Hercules              | 3     |
| 9.           | Kostas Tsimikas       | Willem Tilburg            | 3     |
| 9.           | Noël de Graauw        | RKC Waalwijk              | 3     |
| 9.           | Siem de Jong          | AFC Ajax                  | 3     |
| 9.           | Mohamed el Ousrouti   | VVSB                      | 3     |
| 9.           | Kevin van Kippersluis | SC Cambuur                | 3     |
| 9.           | Niek van Sprundel     | HSV Hoek                  | 3     |
| 19.          | 55 játékos            | 55 játékos                | 2     |
| 75.          | 188 játékos           | 188 játékos               | 1     |
| Öngólszerzők | Öngólszerzők          | Öngólszerzők              | 6     |
| GÓLOK SZÁMA: | GÓLOK SZÁMA:          | GÓLOK SZÁMA:              | 371   |
| Mérkőzések:  | Mérkőzések:           | Mérkőzések:               | 104   |
| Gólátlag:    | Gólátlag:             | Gólátlag:                 | 3,57  |

### Egy mérkőzésen legtöbb gólt szerző játékosok
A következő táblázatban a kupa azon játékosai szerepelnek akik az idei szezonban a főtáblán a legtöbb gólt - legkevesebb 3-at - szerezték egy mérkőzésen.
| #  | Játékos        | Csapat       | Gólok | Dátum                | Forduló | Végeredmény                 |
| -- | -------------- | ------------ | ----- | -------------------- | ------- | --------------------------- |
| 1. | Kasper Dolberg | AFC Ajax     | 3     | 2017. szeptember 20. | 1.      | SVV Scheveningen - Ajax 1ː5 |
| 2. | Noël de Graauw | RKC Waalwijk | 3     | 2017. október 24.    | 2.      | Waalwijk - De Treffers 7ː0  |
| 3. | Sam Larsson    | Feyenoord    | 3     | 2017. október 25.    | 2.      | Feyenoord - AVV Swift 4ː1   |

## Érdekességek
- Az idei kupasorozatban az AZ Alkmaar középcsatára, Woug Weghorst lett a gólkirály a maga 9 góljával. Utoljára ennyi gólt a 2004/05-ös szezonban szerzett a holland Dennis de Nooijer (FC Dordrecht) aki akkor szintén 9 góllal zárt. Ennél többet pedig utoljára 18 szezonnal ezelőtt Jack de Gier (NEC Nijmegen) szerzett a kupában, összesen 12 gólt.
- Az AZ Alkmaar csapata idén is a döntőbe jutott és ismét kikapott. Utoljára 2 ezüstérmet a kupában egymás után az AFC Ajax csapata szerzett, 37 évvel ezelőtt.
- Az idei kupasorozat leggólgazdagabb mérkőzésein 7 gól született. Összesen 6 ilyen mérkőzés volt.
- Az idei kupasorozat legnagyobb arányú győzelme kettő hazai 7ː0-ás mérkőzés volt. Először a 2. selejtezőkörben a GVVV - Magreb '90 összecsapáson, utána pedig a 2. fordulóban az RKC Waalwijk - De Treffers mérkőzésen született ilyen eredmény. Az első osztályú csapatok közül az FC Utrecht szerezte a legnagyobb arányú győzelmet (Ajax amatőr - FC Utrecht 0ː6)
- Az idei kupában is használták a videobírót és a gólvonaltechnológiát.